# Кочанчани
Кочанчани (единствено число кочанчанец/кочанчанка, на македонска литературна норма: кочанчани, кочанчанец, кочанчанка) са жителите на град Кочани, Северна Македония. Това е списък на най-известните от тях.

## Родени в Кочани
А — Б — В — Г — Д —
Е — Ж — З — И — Й —
К — Л — М — Н — О —
П — Р — С — Т — У —
Ф — Х — Ц — Ч — Ш —
Щ — Ю — Я

### А
- Александър Алексиев (1929 – 2006), писател от Република Македония
- Александър Манов (1875 – 1968), български военен, полковник
- Ангел, спомоществовател на „История на великий Александра македонца“ на Христо Попвасилев (1844) и „Житие св. Григория Омиритскаго“ на Аверкий Попстоянов (1852)[1]
- Ангел Атанасов (1881 – 1952), български революционер от ВМОРО, четник на Васил Аджаларски[2]
- Арсен Георгиев, доброволец в Българската армия през Сръбско-българската война в 1885 година[3]

### Б
- Благой Зашов (р. 1945), северномакедонски юрист и политик, заместник-председател на Събранието на страната
- Благой Попов (1923 – 2014), математик от Република Македония, академик
- Благой Попов (1920 – 1992), югославски политик, член на Председателството на СРМ
- Благородна Дулич (1941 - 2019), северномакедонска юристка, политик, депутат от ВМРО-ДПМНЕ
- Бойка Вапцарова (1913 – 2003), българска общественичка, съпруга на поета Никола Вапцаров
- Борис Стойчев (1926 – 2009), театрален деец от Република Македония
- Бранко Пендовски (1927 - 2011), писател от Република Македония

### В
- Владимир Хаджиниколов (1878 – ?), български революционер
- Влатко Серафимов (р. 1963), северномакедонски политик, депутат от СДСМ

### Г
- Георги Антонов Суранджиев, български революционер
- Георги Попов (1874 – 1907), български революционер от ВМОРО
- Григор Трендов, български духовник и общественик

### Д
- Димитър Иванов Каменаров, български революционер, четник на Владимир Хаджиниколов в 1914 година[4]
- Димитър Наков (1884 – ?), български революционер, деец на ВМОРО, умрял след 1918 година[5]
- Димитър Райчев (1847 – 1909), български революционер, участник в Българското опълчение (1877 – 1878)
- Драган Данев (р. 1974), северномакедонски политик
- Драги Арсов (1937 – 2019), подпредседател на първото Събрание на Република Македония през 1991 г.

### Е
- Евтим Наков (1870 – 1929), български просветен деец и революционер

### Й
- Йордан Георгиев–Шишко, български революционер от ВМОРО, член на кочанския революционен комитет през 1905 година[6]
- Йордан Димитров (? – 1910), четник на ВМОРО, загинал на 2 октомври 1910 година в Кочанско[7]
- Йордан Мишов, деец на ВМОРО[8]
- Йордан Хаджиниколов, български революционер, четник на Симеон Клинчарски в 1914 година[9]

### К
- Кирил Джидров (? - 1922), деец на ВМРО
- Кирил Зъмбов (1931 – 2009), ядрен физик от Република Македония
- Константин Апостолов (1933 – 2008), лекар от Република Македония, член-кореспондент
- Коце Антов (? - 1912), български революционер, деец на ВМОРО
- Коце Паунов Златев - Куюнджи, български революционер от ВМОРО

### Л
- Любомир Янев (р. 1962), северномакедонски политик

### М
- Магдалена Манаскова (р. 1981), северномакедонски политик
- Малина Попиванова (1902 – 1954), югославска комунистка
- Мария Ангелова (р. 1978), северномакедонска юристка и политик
- Миле Стоилков (1883 - 1903), български революционер на ВМОК, четник при Стоян Бъчваров, загинал при сражението с турски аскер в Карбинци[10]
- Мите Хаджииванов, български революционер, деец на ВМОРО, четник на Иван Бърльо в 1915 година[11]
- Миле Хадживасилев (1922 - 2010), юрист от Република Македония

### Н
- Никола Вражалски (1914 – 1997), юрист от Република Македония

### П
- Петър Захариев, български революционер от ВМОРО, четник на Никола Груйчин[12]

### С
- Саздо Попиванов (1876 - 1928), български революционер от ВМРО
- Сашко Насев (р. 1966), северномакедонски писател
- Серафим Барутчийски (1869 – 1948), български педагог
- Стево Теодосиевски (1924 – 1997), музикант от Република Македония
- Стефан Митанов, български духовник и революционер
- Стефан Попгеоргиев (1850 – ?), български революционер, войвода на ВМОК
- Стефан Попиванов (1875 – 1930), български и югославски комунистически деец
- Стоил Михайлов Кръстев (1880 - след 1943), български революционер от ВМОРО

### Т
- Теодоси Минев (1867 – 1902), български революционер
- Тодор Варадинов, български революционер и журналист
- Тодор Ефремов, български революционер от ВМОРО, четник на Дончо Ангелов[13]
- Тодор Попйорданов (1904 - 1927), български революционер от ММТРО
- Тодор Симонов, български революционер, деец на ВМОРО, четник в четата на Иван Бърльо в март - май 1915 година[14]

### Х
- Христо Хаджиандонов (1884 - след 1915), кочански войвода на ВМОРО през 1915 година[15]

### Ц
- Цеко Попиванов (1907 – 1944), югославски партизанин, поет и писател

## Починали в Кочани
- Димитър Медаров (1902 – 1946), български революционер, войвода на ВМРО
- Захари Стоилов Илиев, български военен деец, подпоручик, загинал през Междусъюзническа война[16]
- Иван Стойков (1855 - 1931), български църковен певец и деец
- Иван Стойнов, български военен деец, капитан, загинал през Междусъюзническа война[17]
- Миле Стоянов Китанов, български военен деец, капитан, загинал през Междусъюзническа война[18]
- Стефан Митев Ханджиев, български военен деец, поручик, загинал през Първата световна война[19]

## Свързани с Кочани
- Никола Христов, български революционер и кочански войвода от октомври 1905 година[20]
- Симон, български революционер, кочански войвода, загинал с шестимата си четници в битка с турски аскер в Кочанската планина[21]
- Станоя Стоянов Станчев, български революционер от ВМОРО, първо кочански селски войвода, а след това четник при Панчо Михайлов[22]